# Nordösterbotten
Koordinaten: 65° 0′ N, 26° 0′ O
Nordösterbotten (finnisch Pohjois-Pohjanmaa [ˈpɔhjɔi̯sˌpɔhjɑnmɑː] schwedisch Norra Österbotten) ist eine der 19 Landschaften Finnlands. Die Region befindet sich im Norden des Landes und ist der nördliche Teil der historischen Landschaft Österbotten. Sie reicht von der Nordostküste des Bottnischen Meerbusens bis zu der hügeligen Region Koillismaa an der russischen Grenze. Die Fläche von Nordösterbotten beträgt 37.415 km², die Einwohnerzahl liegt bei etwa 410.000 (Mai 2016).
Der Hauptort und die mit Abstand größte Stadt in Nordfinnland ist Oulu (211.848 Einwohner) am Bottnischen Meerbusen. Mit ihrer Universität gehört sie zu den führenden Technologiezentren Finnlands. In der modernen Architektur hat sie eine eigene Schule geprägt. Am anderen Ende der Region ist Kuusamo inmitten der weiten Wildnis ein wichtiger Urlaubsort. Der Berg Rukatunturi ist ein beliebtes Skigebiet und die „Bärenrunde“ (Karhunkierros) ist eine der bekanntesten Wanderstrecken in Finnland. Die Nationalparks Oulanka und Syöte liegen zum Teil in Nordösterbotten.

## Geschichte
Die Stadt Oulu wurde 1605 vom schwedischen König Karl IX. an die Stelle eines alten Handelsplatzes gegründet. Von hier aus wurde Teer aus dem weiten, waldreichen Hinterland verschifft, das auf Booten über den Oulu-Fluss in den Hafen von Oulu gebracht wurde.
1958 wurde die Universität Oulu gegründet, ein wesentlicher Grundstein für die Entwicklung der Stadt und des Umlandes zu einem international bedeutsamen Technologiestandort. Die Universität hat 15.830 Studierende (2006).

## Wappen
Beschreibung: In Blau sechs (2;2;2) weiße flüchtende Hermeline mit schwarzen Schwanzspitzen.

## Gemeinden
In Nordösterbotten gibt es 34 Gemeinden, von denen 11 den Status einer Stadt haben (fettgedruckt). Einwohnerzahlen zum 31. Dezember 2022:
| - Alavieska (2.447) - Haapajärvi (6.687) - Haapavesi (6.591) - Hailuoto (960) - Ii (9.853) - Kalajoki (12.335) - Kärsämäki (2.474) - Kempele (19.300) - Kuusamo (15.146) - Liminka (10.258) - Lumijoki (1.988) - Merijärvi (1.067) - Muhos (8.882) - Nivala (10.419) - Oulainen (7.025) - Oulu (211.848) - Pudasjärvi (7.603) - Pyhäjoki (2.991) - Pyhäjärvi (4.835) - Pyhäntä (1.635) - Raahe (24.073) - Reisjärvi (2.636) - Sievi (4.735) - Siikajoki (4.897) - Siikalatva (5.029) - Taivalkoski (3.825) - Tyrnävä (6.562) - Utajärvi (2.523) - Ylivieska (15.293) | Gemeinden von Nordösterbotten |